# ابرویی ترکمنی
ابرویی ترکمنی (نام علمی: Ophrys turcomanica) نام یک گونه از سرده ابرویی است. این گونه به همراه ابرویی کردستانی دو گونه انحصاری ایران هستند.